# Dirección General de Estadística, Encuestas y Censos
La Dirección General de Estadística, Encuestas y Censos - DGEEC (dallo spagnolo: Direzione generale di statistica, indagini e censimenti) è l'istituto del governo paraguayano preposto all'acquisizione, all'analisi e alla diffusione dei dati statistici relativi alla demografia del Paese.
Istituito nel 1885 su iniziativa del Presidente Bernardino Caballero, è disciplinato dal decreto legge n. 11126 del 1942.
L'istituto è incardinato nella Secretaria Técnica de Planificación, presso la Presidenza della Repubblica.